# Lansdowne (Maryland)
Lansdowne statisztikai település az USA Maryland államában, Baltimore megyében. Lakosainak száma 9004 fő (2020. április 1.).